# Mohsen Khazaei
Mohsen Khazaei  (en persan: محسن خزاعی) est un journaliste iranien né le 6 décembre 1972, à Khorramabad (en persan: خرم اباد) et mort le 12 novembre 2016 à Alep en Syrie.

## Biographie
Mohsen Khazaei commence à travailler à la télévision et à la radio comme chef opérateur du son, en 1995. Neuf ans plus tard (en 2004), il devient le directeur du Club des jeunes journalistes de Zahedan (en persan: زاهدان) . Promu directeur des nouvelles de Gilan (en persan:گیلان), après le succès de la gestion du Club des jeunes journalistes de Zahedan, il part en Syrie.
Le 12 novembre 2016, des terroristes se postent en embuscade sur la route de l'aéroport international de Damas et tirent  sur la voiture de Mohsen Khazaei, alors correspondant de la chaîne de télévision publique iranienne IRIB. Il est blessé au ventre.

### Mort
Mohsen Khazaei succombe à la suite de bombardements au mortier à Alep, le 12 novembre 2016, selon l' IRNA,.
Dès la diffusion de la nouvelle de son décès, de nombreux citoyens et fonctionnaires ont exprimé leur chagrin, en Iran.